# Луковець (притока Мени)
Луковець (рос. Лукавец) — річка в Україні у Корюківському й Менському районах Чернігівської області. Ліва притока річки Мени (басейн Десни).

## Опис
Довжина річки приблизно 13,31 км, найкоротша відстань між витоком і гирлом — 11,10  км, коефіцієнт звивистості річки — 1,20 . Формується декількома безіменними струмками та загатами. Річка повністю каналізована.

## Розташування
Бере початок на південній стороні від села Петрова Слобода. Тече переважно на південний схід між селами Піски та Самсонівка і на південно-східній стороні від селища Прогрес впадає у річку Мену, праву притоку Десни.

## Цікаві факти
- Біля витоку річки на західній стороні на відстані приблизно 602,17 м пролягає автошлях Т 2534[2] (автомобільний шлях територіального значення у Чернігівській області. Пролягає територією Корюківського, Сновського та Менського районів через Корюківку — Синявку — Блистову — Мена. Загальна довжина — 84,5 км.).